# Stecówka (Ukraina)
Stecówka (ukr. Стецівка, Steciwka; hist. Rudolfsdorf) – wieś na Ukrainie, w obwodzie iwanofrankiwskim, w rejonie śniatyńskim. W 2001 roku liczyła 216 mieszkańców.
Niemiecka kolonia Rudolfsdorf została założona na przełomie 1883 i 1884 roku.
W II Rzeczypospolitej miejscowość była przysiółkiem Stecowej i należała do gminy wiejskiej Stecowa w powiecie śniatyńskim, w województwie stanisławowskim. W 1921 roku przysiółek liczył 179 mieszkańców (93 kobiety i 86 mężczyzn) i znajdowało się w nim 37 budynków mieszkalnych. 155 osób deklarowało narodowość ukraińską, 20 – polską, 4 – żydowską. 155 osób deklarowało przynależność do wyznania greckokatolickiego, 20 – do rzymskokatolickiego, 4 – do mojżeszowego.
W latach 20 XX wieku w miejscowości stacjonowała placówka Straży Celnej „Rudolfsdorf”.
3 października 1927 roku przemianowano Rudolfsdorf na Stecówkę.
Według danych z 2001 roku 99,54% mieszkańców jako język ojczysty wskazało ukraiński, a 0,46% mieszkańców – rosyjski.